# Salto con gli sci ai IX Giochi olimpici invernali - Trampolino normale
La gara dal trampolino normale (K80)  di salto con gli sci ai IX Giochi olimpici invernali si disputò il 21 gennaio dalle 16:30 sul Toni Seelos e parteciparono 53 atleti di 15 diverse nazionalità, che effettuarono per la prima volta tre salti anziché due con valutazione della distanza e dello stile; ai fini della classifica furono considerate le due prove migliori di ciascun atleta. Al termine del primo salto la classifica era guidata dal cecoslovacco Josef Matouš davanti al norvegese Toralf Engan e al tedesco Dieter Neuendorf; l'altro norvegese Torgeir Brandtzæg e il finlandese Veikko Kankkonen si piazzarono rispettivamente 21° e 29°. Nel secondo salto Kankkonen e Brandtzæg chiusero invece ai primi due posti con Engan al terzo e Neuendorf al quarto, mentre Matouš non andò oltre l'ottavo posto. Nel terzo salto Kankkonen ed Engan furono primo e secondo: il finlandese annullò così il primo, negativo salto e conquistò l'oro, mentre il norvegese cancellò il secondo risultato e vinse l'argento. Brandtzæg sommò i punteggi del secondo e del terzo salto, chiuso al terzo posto, e ottenne il bronzo, mentre Matouš e Neuendorf, settimo e nono, furono esclusi dalle medaglie.

## Classifica
| Pos.    | Atleta              | Nazione          | 1º salto | 1º salto | 2º salto | 2º salto | 3º salto | 3º salto | Totale |
| Pos.    | Atleta              | Nazione          | M.       | P.       | M.       | P.       | M.       | P.       | Totale |
| ------- | ------------------- | ---------------- | -------- | -------- | -------- | -------- | -------- | -------- | ------ |
| Oro     | Veikko Kankkonen    | Finlandia        | 77,0     | 95,9     | 80,0     | 115,9    | 79,0     | 114,0    | 229,9  |
| Argento | Toralf Engan        | Norvegia         | 79,0     | 112,1    | 78,5     | 112,3    | 79,0     | 114,0    | 226,3  |
| Bronzo  | Torgeir Brandtzæg   | Norvegia         | 73,0     | 98,8     | 79,0     | 112,6    | 78,0     | 110,3    | 222,9  |
| 4       | Josef Matouš        | Cecoslovacchia   | 80,5     | 114,3    | 77,0     | 103,9    | 76,5     | 103,9    | 218,2  |
| 5       | Dieter Neuendorf    | Germania         | 78,5     | 109,3    | 77,0     | 105,4    | 75,0     | 102,8    | 214,7  |
| 6       | Helmut Recknagel    | Germania         | 75,5     | 101,3    | 77,0     | 105,4    | 75,5     | 105,0    | 210,4  |
| 7       | Kurt Elimä          | Svezia           | 76,0     | 102,0    | 75,0     | 104,1    | 75,0     | 104,8    | 208,9  |
| 8       | Hans Olav Sørensen  | Norvegia         | 76,0     | 106,0    | 73,5     | 99,5     | 74,5     | 102,6    | 208,6  |
| 9       | Karl-Heinz Munk     | Germania         | 77,0     | 104,9    | 75,0     | 102,1    | 74,0     | 100,4    | 207,0  |
| 10      | John Balfanz        | Stati Uniti      | 74,0     | 102,2    | 74,5     | 103,9    | 74,5     | 102,6    | 206,5  |
| 11      | Sepp Lichtenegger   | Austria          | 74,5     | 93,4     | 75,0     | 102,1    | 75,0     | 103,3    | 205,4  |
| 12      | Pyotr Kovalenko     | Unione Sovietica | 75,5     | 100,8    | 75,0     | 101,1    | 77,5     | 104,0    | 205,1  |
| 13      | Baldur Preiml       | Austria          | 75,0     | 101,1    | 76,0     | 103,5    | 73,5     | 99,2     | 204,6  |
| 14      | Kalle Nillo Halonen | Finlandia        | 74,5     | 99,4     | 75,5     | 102,8    | 74,5     | 100,6    | 203,4  |
| 14      | Eugene Kotlarek     | Stati Uniti      | 76,5     | 103,2    | 74,0     | 100,2    | 76,0     | 97,2     | 203,4  |
| 14      | Torbjørn Yggeseth   | Norvegia         | 73,5     | 99,0     | 77,0     | 104,4    | 76,0     | 97,7     | 203,4  |
| 17      | Aleksandr Ivannikov | Unione Sovietica | 75,0     | 101,6    | 73,0     | 99,8     | 73,5     | 101,7    | 203,3  |
| 18      | Józef Przybyła      | Polonia          | 78,0     | 104,5    | 74,0     | 98,7     | 73,0     | 95,5     | 203,2  |
| 19      | Dalibor Motejlek    | Cecoslovacchia   | 76,0     | 100,0    | 76,0     | 102,5    | 74,0     | 98,4     | 202,5  |
| 20      | Ensio Hyytiä        | Finlandia        | 73,5     | 101,5    | 72,5     | 99,6     | 74,0     | 100,9    | 202,4  |
| 21      | Nikolay Kamensky    | Unione Sovietica | 72,0     | 100,4    | 72,5     | 99,1     | 73,5     | 100,7    | 201,1  |
| 22      | Piotr Wala          | Polonia          | 74,0     | 96,7     | 75,0     | 100,1    | 74,0     | 100,9    | 201,0  |
| 23      | Yukio Kasaya        | Giappone         | 73,5     | 97,5     | 74,5     | 101,4    | 73,5     | 99,2     | 200,6  |
| 24      | Ansten Samuelstuen  | Stati Uniti      | 72,5     | 100,1    | 73,0     | 100,3    | 72,5     | 98,8     | 200,4  |
| 25      | Heribert Schmid     | Svizzera         | 76,5     | 99,7     | 71,5     | 92,7     | 74,0     | 100,4    | 200,1  |
| 26      | Sadao Kikuchi       | Giappone         | 70,5     | 95,9     | 74,0     | 99,7     | 72,5     | 98,8     | 198,5  |
| 27      | Yosuke Eto          | Giappone         | 69,5     | 94,2     | 72,0     | 98,4     | 73,0     | 100,0    | 198,4  |
| 28      | Giacomo Aimoni      | Italia           | 72,5     | 96,1     | 72,0     | 96,9     | 74,0     | 100,4    | 197,3  |
| 28      | Otto Leodolter      | Austria          | 72,0     | 96,4     | 74,0     | 99,7     | 72,0     | 97,6     | 197,3  |
| 30      | Zbyněk Hubač        | Cecoslovacchia   | 73,0     | 98,3     | 73,5     | 98,5     | 69,0     | 93,7     | 196,8  |
| 31      | Antero Immonen      | Finlandia        | 70,5     | 95,4     | 71,5     | 97,7     | 72,0     | 97,6     | 195,3  |
| 32      | Olle Martinsson     | Svezia           | 72,0     | 93,9     | 74,0     | 98,7     | 72,0     | 96,1     | 194,8  |
| 33      | Kjell Sjöberg       | Svezia           | 72,0     | 98,4     | 71,5     | 96,2     | 67,5     | 91,4     | 194,6  |
| 34      | Antoni Łaciak       | Polonia          | 72,5     | 95,1     | 74,0     | 99,2     | 71,0     | 91,7     | 194,3  |
| 35      | Holger Karlsson     | Svezia           | 70,0     | 93,8     | 74,0     | 96,7     | 72,0     | 97,1     | 193,8  |
| 36      | Nikolay Shamov      | Unione Sovietica | 71,5     | 96,7     | 71,5     | 95,2     | 70,0     | 95,4     | 192,1  |
| 37      | Max Bolkart         | Germania         | 69,5     | 92,7     | 72,5     | 98,1     | 70,0     | 93,4     | 191,5  |
| 37      | Nilo Zandanel       | Italia           | 72,0     | 93,9     | 72,0     | 95,9     | 72,0     | 95,6     | 191,5  |
| 39      | Ludvik Zajc         | Jugoslavia       | 72,5     | 95,6     | 72,0     | 95,4     | 72,0     | 95,6     | 191,2  |
| 40      | Naoki Shimura       | Giappone         | 71,0     | 93,5     | 71,5     | 95,2     | 71,0     | 95,7     | 190,9  |
| 41      | David Hicks         | Stati Uniti      | 72,5     | 92,6     | 72,0     | 95,4     | 71,5     | 94,9     | 190,3  |
| 42      | László Gellér       | Ungheria         | 74,0     | 63,7     | 74,5     | 97,9     | 72,0     | 91,6     | 189,5  |
| 43      | Kaare Lien          | Canada           | 72,0     | 93,9     | 72,0     | 94,4     | 69,0     | 90,2     | 188,3  |
| 44      | Willi Egger         | Austria          | 71,5     | 91,7     | 71,0     | 94,5     | 71,5     | 92,9     | 187,4  |
| 45      | Ryszard Witke       | Polonia          | 67,0     | 83,2     | 73,5     | 94,5     | 72,0     | 91,6     | 186,1  |
| 46      | Bruno De Zordo      | Italia           | 68,5     | 88,5     | 71,0     | 87,5     | 72,0     | 96,6     | 185,1  |
| 47      | Miro Oman           | Jugoslavia       | 70,0     | 93,3     | 69,0     | 87,6     | 65,0     | 84,9     | 180,9  |
| 48      | Ueli Scheidegger    | Svizzera         | 72,0     | 89,4     | 68,5     | 87,0     | 64,0     | 76,7     | 176,4  |
| 49      | Božo Jemc           | Jugoslavia       | 70,0     | 89,8     | 66,5     | 81,1     | 68,0     | 86,5     | 176,3  |
| 50      | Peter Eržen         | Jugoslavia       | 70,5     | 89,9     | 71,0     | 58,5     | 67,5     | 84,4     | 174,3  |
| 51      | Josef Zehnder       | Svizzera         | 69,0     | 88,1     | 66,0     | 45,5     | 66,0     | 83,6     | 171,7  |
| 52      | László Csávás       | Ungheria         | 66,0     | 80,5     | 69,0     | 86,1     | 67,0     | 84,8     | 170,9  |
| 53      | John McInnes        | Canada           | 62,0     | 76,7     | 65,5     | 82,9     | 65,0     | 83,4     | 166,3  |